# Diakonat (Loburg)

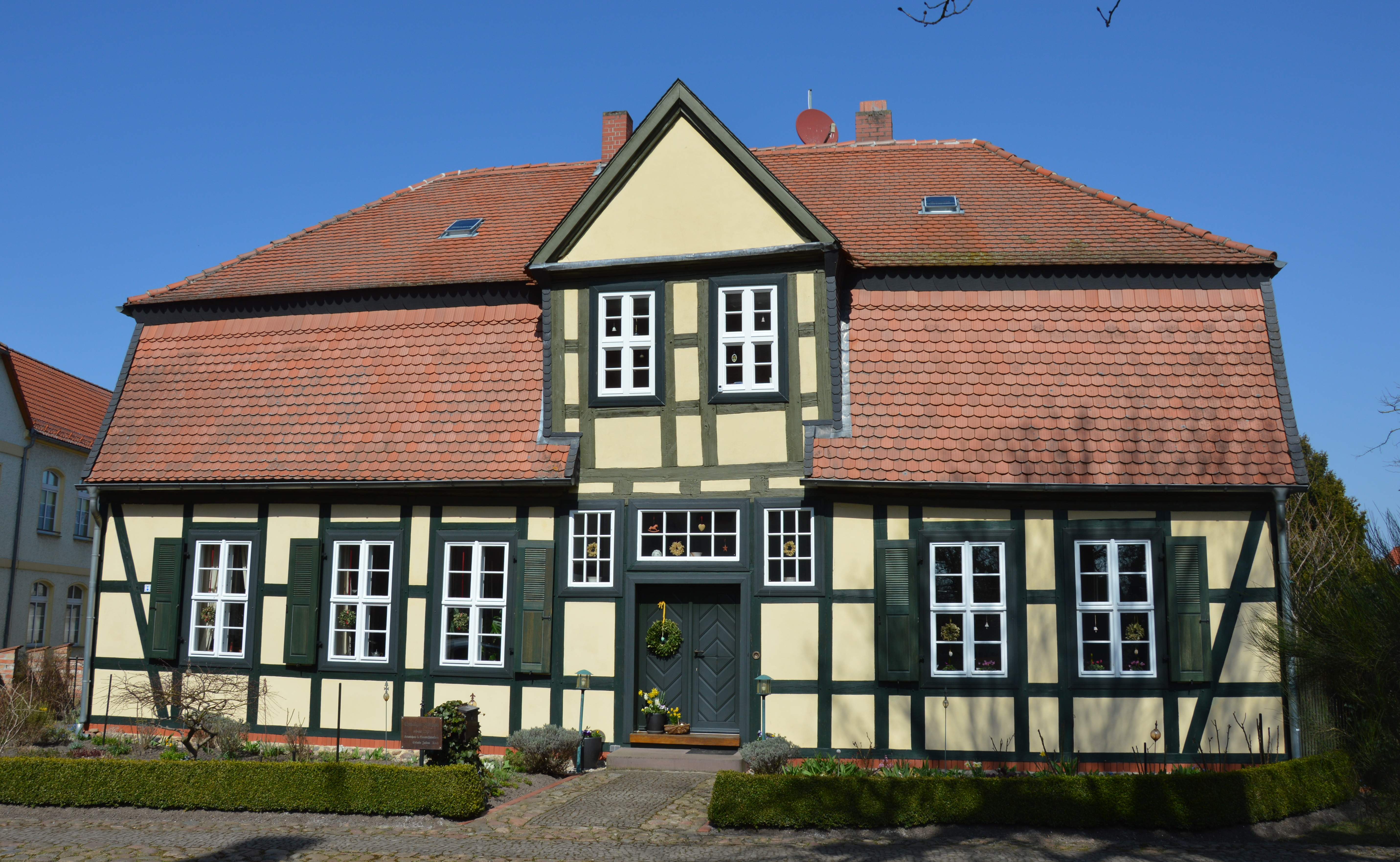
Pfarrhaus Loburg

Das Diakonat ist ein denkmalgeschütztes ehemaliges Pfarrhaus in der zu Möckern gehörenden Stadt Loburg in Sachsen-Anhalt.
Es befindet sich nordöstlich der Sankt-Laurentius-Kirche an der Adresse Schulhof 2.
Das eingeschossige Fachwerkhaus wurde im Jahr 1747 errichtet. Markant ist das oberhalb des Eingangs angeordnete, zweiachsige Zwerchhaus.
Im örtlichen Denkmalverzeichnis ist das Pfarrhaus unter der Erfassungsnummer 107 05043 als Baudenkmal verzeichnet.